# 1950 w nauce

## Nauki przyrodnicze i ścisłe

### Astronomia
- Harlow Shapley – Nagroda Henry Norris Russell Lectureship przyznawana przez American Astronomical Society

### Chemia
- opracowanie degradacji Edmana

## Nagrody Nobla
- Fizyka – Cecil Frank Powell
- Chemia – Otto Diels, Kurt Alder
- Medycyna – Edward Calvin Kendall, Tadeusz Reichstein, Philip Showalter Hench